# Blaine Anderson
Blaine Anderson is een personage van de Amerikaanse televisieserie Glee van Fox Broadcasting Company, gespeeld door Darren Criss.
Blaine werd geïntroduceerd in de zesde aflevering van het tweede seizoen als een openlijk homoseksuele zanger van de Dalton Academy Warblers, een koor dat concurreert tegen de New Directions. Blaine diende in eerste instantie als mentor voor Kurt Hummel (Chris Colfer), een lid van de New Directions. Doordat er chemie tussen de twee was, in combinatie met veel support van de fans, besluit co-creator Ryan Murphy het paar romantisch koppelen. De homorelatie is goed ontvangen door critici, en ze zijn uitgeroepen tot "een van de meest geliefde tv-koppels van het millennium" door Jarett Wieselman van the New York Post.
Aan het begin van het derde seizoen wordt Blaine overgeplaatst van de Dalton Academy naar het McKinley High en voegt zich bij New Directions, gelijktijdig wordt Criss bevorderd van gastrol tot lid van de hoofdcast.